# Hypoderma bovis
Hypoderma bovis è un dittero della famiglia Oestridae responsabile di miasi nel Bovino. È diffuso prevalentemente nelle zone temperate dell'emisfero boreale; in Italia è presente soprattutto nei pascoli alpini. 
Specie strettamente correlate sono Hypoderma lineatum (anch'esso parassita del bovino) e Hypoderma diana, parassita degli ungulati selvatici.

## Ciclo vitale
Allo stadio adulto assomiglia grossolanamente ad un'ape, ed emette un caratteristico ronzio che sembra essere riconosciuto dalle mandrie (con conseguenti reazioni di fuga). Vive per sole 1-2 settimane, durante le quali si accoppia e depone le uova sul mantello dei bovini al pascolo nei mesi estivi (maggio-agosto). Dalle uova emergono larve in grado di scavarsi una via di migrazione attraverso i tessuti dell'animale, grazie agli uncini di cui sono dotate ed alla secrezione di enzimi proteolitici.
La migrazione ha termine ad ottobre-novembre, quando le larve si localizzano nello spazio epidurale che circonda il midollo spinale. 
In febbraio-marzo le larve effettuano una muta e lasciano la localizzazione invernale, per dirigersi verso la cute, dove vengono incapsulati in noduli che diventano visibili sul dorso dei bovini; in maggio-giugno si formano dei fori sull'apice di tali noduli, dai quali fuoriescono le larve, che cadono a terra per poi passare allo stadio di pupa, che dura un mese circa, prima di dare vita all'insetto adulto.

## Significato patogeno
La presenza degli adulti di H. bovis sui pascoli può provocare vere e proprie reazioni di panico da parte delle mandrie. Le larve localizzate in vicinanza del midollo spinale provocano saltuariamemte forme di paraplegia quando muoiono prima di completare il loro ciclo vitale, rilasciando cataboliti altamente tossici. Danni ulteriori sono provocati alla cute degli animali, che viene perforata dalle larve mature.
La prevenzione dei danni da Hypoderma è affidata soprattutto all'applicazione di antiparassitari (ad esempio ivermectina) in grado di uccidere le larve prima che esse raggiungano il canale spinale. Trattamenti sistematici applicati sulle mandrie possono portare all'eradicazione del parassita da determinate aree geografiche.
Sono stati anche riportati rari casi di infestazione umana.